# Кубок Федерации 2012
Кубок Федерации 2012 — 50-й по счёту розыгрыш наиболее престижного кубка среди сборных команд по теннису среди женщин.
Сборная Чехии защитила свой титул в качестве второй сеянной.

## Мировая группа

### Сетка
|                              | Четвертьфиналы 4-5 февраля   | Четвертьфиналы 4-5 февраля   | Четвертьфиналы 4-5 февраля   |                            |                            | Полуфиналы 21-22 апреля    | Полуфиналы 21-22 апреля    | Полуфиналы 21-22 апреля    |                            |                            | Финал 4-5 ноября       | Финал 4-5 ноября       | Финал 4-5 ноября       |                        |                        |
|                              |                              |                              |                              |                            |                            |                            |                            |                            |                            |                            |                        |                        |                        |                        |                        |
|                              |                              |                              |                              |                            |                            |                            |                            |                            |                            |                            |                        |                        |                        |                        |                        |
| Москва, Россия - хард (i)    |                              |                              |                              |                            |                            |                            |                            |                            |                            |                            |                        |                        |                        |                        |                        |
|                              | 1                            | Россия                       | 3                            |                            |                            |                            |                            |                            |                            |                            |                        |                        |                        |                        |                        |
|                              |                              | Испания                      | 2                            |                            |                            | Москва, Россия - грунт (i) | Москва, Россия - грунт (i) | Москва, Россия - грунт (i) | Москва, Россия - грунт (i) | Москва, Россия - грунт (i) |                        |                        |                        |                        |                        |
|                              |                              |                              |                              |                            | 1                          | Россия                     | 2                          |                            |                            |                            |                        |                        |                        |                        |                        |
| Шарлеруа, Бельгия - хард (i) | Шарлеруа, Бельгия - хард (i) | Шарлеруа, Бельгия - хард (i) | Шарлеруа, Бельгия - хард (i) |                            |                            | Сербия                     | 3                          |                            |                            |                            |                        |                        |                        |                        |                        |
|                              | 4                            | Бельгия                      | 2                            |                            |                            |                            |                            |                            |                            |                            |                        |                        |                        |                        |                        |
|                              |                              | Сербия                       | 3                            |                            |                            |                            |                            |                            |                            |                            | Прага, Чехия - хард(i) | Прага, Чехия - хард(i) | Прага, Чехия - хард(i) | Прага, Чехия - хард(i) | Прага, Чехия - хард(i) |
|                              |                              |                              |                              |                            |                            |                            |                            |                            |                            |                            |                        | Сербия                 | 1                      |                        |                        |
|                              | Бьелла, Италия - грунт (i)   | Бьелла, Италия - грунт (i)   | Бьелла, Италия - грунт (i)   | Бьелла, Италия - грунт (i) | Бьелла, Италия - грунт (i) |                            |                            |                            |                            |                            | 2                      | Чехия                  | 3                      |                        |                        |
|                              | 3                            | Италия                       | 3                            |                            |                            |                            |                            |                            |                            |                            |                        |                        |                        |                        |                        |
|                              |                              | Украина                      | 2                            |                            |                            | Острава, Чехия - хард(i)   | Острава, Чехия - хард(i)   | Острава, Чехия - хард(i)   | Острава, Чехия - хард(i)   | Острава, Чехия - хард(i)   |                        |                        |                        |                        |                        |
|                              |                              |                              |                              |                            | 3                          | Италия                     | 1                          |                            |                            |                            |                        |                        |                        |                        |                        |
| Штутгарт, Германия - хард(i) | Штутгарт, Германия - хард(i) | Штутгарт, Германия - хард(i) | Штутгарт, Германия - хард(i) |                            | 2                          | Чехия                      | 4                          |                            |                            |                            |                        |                        |                        |                        |                        |
|                              |                              | Германия                     | 1                            |                            |                            |                            |                            |                            |                            |                            |                        |                        |                        |                        |                        |
|                              | 2                            | Чехия                        | 4                            |                            |                            |                            |                            |                            |                            |                            |                        |                        |                        |                        |                        |

## Плей-офф Мировой группы
Четыре сборные, проигравшие в первом раунде Мировой группы (Бельгия, Германия, Испания и Украина) встречаются с четырьмя сборными-победителями Мировой группы II (Австралия, Словакия, США и Япония).
Дата: 21-22 апреля
| Город (покрытие)             |             | Счёт |               |
| ---------------------------- | ----------- | ---- | ------------- |
| Харьков, Украина, грунт      | Украина     | 0-5  | США (1)       |
| Токио, Япония, хард(i)       | Япония      | 4-1  | Бельгия (2)   |
| Марбелья, Испания, грунт     | Испания (3) | 2-3  | Словакия      |
| Штутгарт, Германия, грунт(i) | Германия    | 2-3  | Австралия (4) |

- Австралия, Словакия, США и Япония переходят в 2013 году в турнир Мировой группы.
- Бельгия, Германия, Испания и Украина переходят в 2013 году в турнир 2-й Мировой группы.

## Мировая группа II
Дата: 4-5 февраля
| Город (покрытие)                    |              | Счёт |               |
| ----------------------------------- | ------------ | ---- | ------------- |
| Вустер, США, хард(i)                | США (1)      | 5-0  | Беларусь      |
| Кобе, Япония, хард(i)               | Япония (4)   | 5-0  | Словения      |
| Братислава, Словакия, хард(i)       | Словакия (3) | 3-2  | Франция       |
| Грангес-Паккот, Швейцария, грунт(i) | Швейцария    | 1-4  | Австралия (2) |

- Австралия, Словакия, США и Япония далее переходят в плей-офф Мировой группы за право выйти в Мировую группу
- Беларусь, Словения, Франция и Швейцария далее переходят в плей-офф Мировой группы II за право остаться в Мировой группе II

## Плей-офф Мировой группы II
Дата: 21-22 апреля
Четыре сборные, проигравшие в Мировой группе II (Беларусь, Словения, Франция и Швейцария) встречаются с четырьмя сборными-победителями региональных зон (Аргентина, Великобритания, Китай и Швеция):
| Город (покрытие)                   |               | Счёт |                |
| ---------------------------------- | ------------- | ---- | -------------- |
| Безансон, Франция, хард(i)         | Франция (1)   | 5-0  | Словения       |
| Ивердон-Ле-Бен, Швейцария, хард(i) | Швейцария (2) | 4-1  | Беларусь       |
| Бурос, Швеция, хард(i)             | Швеция (3)    | 4-1  | Великобритания |
| Буэнос-Айрес, Аргентина, грунт     | Аргентина (4) | 4-1  | Китай          |

- Сборные Франции и Швейцарии сохраняют место в мировой группе 2 в 2013 году.
- Сборные Аргентины и Швеции переходят в мировую группу 2 в 2013 году.
- Сборные Беларуси, Великобритании и Словении вылетают в первую группу евро-африканской региональной зоны в 2013 году.
- Сборная Китая вылетает в первую группу зоны Азия/Океания в 2013 году.

## Региональные зоны

### Зона Америка

#### Группа I
Место проведения: Graciosa Country Club, Куритиба, Бразилия, грунт
Дата: 30 января — 5 февраля
Участвующие сборные
- Аргентина — переходит в Плей-офф Мировой группы II.
- Колумбия
- Парагвай
- Канада
- Бразилия
- Перу
- Венесуэла
- Багамские Острова — переходит в Группу II зоны Америка.
- Боливия — переходит в Группу II зоны Америка.

#### Группа II
Место проведения: Гвадалахара, Мексика, грунт
Дата: 16 — 21 апреля
Участвующие сборные
- Мексика — переходит в группу I Зоны Америка
- Чили — переходит в группу I Зоны Америка
- Гватемала
- Тринидад и Тобаго
- Пуэрто-Рико
- Эквадор
- Уругвай
- Доминиканская Республика
- Коста-Рика

### Зона Азия/Океания
Место проведения: Shenzhen Luohu Tennis Centre, Шэньчжэнь, Китай, хард
Дата: 30 января — 5 февраля

#### Группа I
Участвующие сборные
- Китай — переходит в Плей-офф Мировой группы II.
- Казахстан
- Китайский Тайбэй
- Таиланд
- Республика Корея
- Узбекистан
- Индонезия — переходит в Группу II зоны Азия/Океания.

#### Группа II
Участвующие сборные
- Индия — переходит в Группу I зоны Азия/Океания.
- Гонконг
- Филиппины
- Кыргызстан
- Туркменистан
- Сингапур
- Оман
- Пакистан
- Шри-Ланка
- Иран

### Зона Европа/Африка

#### Группа I
Место проведения: Municipal Tennis Club, Эйлат, Израиль, хард
Дата: 30 января — 5 февраля
Участвующие сборные
- Великобритания — переходит в Плей-офф Мировой группы II.
- Швеция — переходит в Плей-офф Мировой группы II.
- Австрия
- Польша
- Португалия
- Румыния
- Болгария
- Венгрия
- Израиль
- Хорватия
- Босния и Герцеговина
- Люксембург
- Нидерланды
- Эстония — переходит в Группу II зоны Европа/Африка.
- Греция — переходит в Группу II зоны Европа/Африка.

#### Группа II
Место проведения: Smash Tennis Academy, Каир, Египет, грунт
Дата: 16 — 19 апреля
Участвующие сборные
- Грузия — переходит в группу I Зоны Европа/Африка
- Турция — переходит в группу I Зоны Европа/Африка
- Финляндия
- Латвия
- Черногория
- ЮАР
- Дания — вылетает в группу III Зоны Европа/Африка
- Норвегия — вылетает в группу III Зоны Европа/Африка

#### Группа III
Место проведения: Smash Tennis Academy, Каир, Египет, грунт
Дата: 16 — 21 апреля
Участвующие сборные
- Литва — переходит в группу II Зоны Европа/Африка
- Тунис — переходит в группу II Зоны Европа/Африка
- Алжир
- Армения
- Республика Кипр
- Египет
- Исландия
- Ирландия
- Кения
- Северная Македония
- Мальта
- Молдова
- Марокко
- Намибия